# Aigues-Vives (Hérault)
Aigues-Vives – miejscowość i gmina we Francji, w regionie Oksytania, w departamencie Hérault. Przez miejscowość przepływa rzeka Cesse. 
Według danych na rok 1990 gminę zamieszkiwało 347 osób, a gęstość zaludnienia wynosiła 27 osób/km² (wśród 1545 gmin Langwedocji-Roussillon Aigues-Vives plasuje się na 597. miejscu pod względem liczby ludności, natomiast pod względem powierzchni na miejscu 613.).